# مسجد جامع سرخ
مسجدجامع سرخ (به کردی: مزگه‌وتی سوور) مربوط به دوره صفوی است و در مهاباد، داخل شهر واقع شده و این اثر در تاریخ ۲۵ آبان ۱۳۴۸ با شمارهٔ ثبت ۸۸۲ به‌عنوان یکی از آثار ملی ایران به ثبت رسیده است. این مسجد یکی از اقدامات مهم عمرانی بداق سلطان مکری می‌باشد که در سال ۱۰۸۹ بنا گردید و همچنان پابرجا است.
مسجد جامع مهاباد تقریباً در مرکز شهر و در داخل بافت قدیم آن قرار دارد و بر اثر تغییر و تحولات شهرسازی مقداری از بافت اطراف آن نوسازی و این بنای قدیمی فعلاً در بین مجموعه‌ای از واحدهای قدیمی و نوساز محصور شده است. مسجد جامع مهاباد بعد از خیابان حافظ و در داخل کوچه مسجد جامع قرار دارد و در ضلع شمالی آن سالن نسبتاً بزرگی احداث شده است. این مسجد دو ایوانه و از قدیمی‌ترین و مهم‌ترین بناهای تاریخی دوره اسلامی در غرب کشور به شمار می‌رود و توازن شکل طاق، گنبد و شبستان باعث شده که، پس از گذشت ۳۳۸ سال از زمان ساخت آن، سالم باقی بماند. از نظر مشخصات فنی، شبستان بزرگ مسجد با سه فرش انداز، ۱۰ ستون سنگی و حجرات اطراف صحن بسیار موزون ساخته شده و گیرایی روحانی خاصی دارد. مصالح به کار رفته در پی دیوارها، ستونها و کف فرش شبستان از سنگ و دیگر قسمتها از آجر است، مسجد و حجرات اطراف صحن آن، تزئین نشده و سادگی خاصی دارد.
شبستان زیبای این مسجد که مقدمه‌ای بر شبستان مسجد وکیل شیراز است، ۱۰ ستون سنگی دارد و ۱۸ گنبد آجری نیمکره، پشت بام اصلی مسجد را پوشانده است که در گذشته با ناودانهای سنگی، آبریز آن میسر شده بود. فاصله هر ستون از ستون دیگر ۴/۵ متر است. برای برپایی ستونها و استقرار گنبدها، ابتدا پی ستونها را سنگ ریخته و برای ایجاد سطح اتکا از یک سنگ رسوبی تراشیده به عنوان پایه ستون استفاده کرده‌اند. این پایه، که به شکل مربع است، به صورت افقی در پای ستون تعبیه شده و برای جلوگیری از تزلزل ستونها، آنها را یه صورت مادینه تراشیده و ستون سنگی را به صورت عمودی به شکل هشت ضلعی و به ارتفاع ۲۶۰ سانتی‌متر پس از سوار کردن بر پایه ستونها، به سر ستون رسانده‌اند. ستونهای مسجد با سرب گداخته به این سر ستونها پیوند داده شده است.
مصالح اصلی مسجد آجر قرمز است؛ به طوری که سبب نامگذاری مسجد، به مسجد سرخ شده است. دو در بزرگ شمالی و جنوبی حیاط ارتباط این بنا را با بیرون برقرار می‌کند. هر یک از درها با یک دالان طاق نما به حیاط مسجد مربوط می‌شود. بخشهای شرقی و غربی آن، هرکدام چهار طاق حجره‌ای دارد و بخشهای شمالی و جنوبی نیز هرکدام دارای دو اتاق و یک در بزرگ است، فواصل طاقها سه متر و اندازه صحن ۱۹ در ۱۲ متر است. این بنا از نظر پی بنا و معماری شبیه به مسجد طسوج در آذربایجان شرقی است. متن تنها یادگار مکتوب آن بر کتیبه سردر شمالی، بدین مضمون است: «الحمدالله الذی وفقنی الاتمام هذه المدرسه الشریفه فی ایام دوله السلطان الاعدل: شاه سلیمان الحسین الموسوی الصفوی بهادرخان - خلدالله تعالی ملکه - فی سنه ۱۰۸۹ کتیبه سهراب المکری» (خدا را سپاس که مرا به اتمام این مدرسه شریف در ایام حکومت عادل‌ترین سلطان، شاه سلیمان حسین موسوی صفوی بهادرخان - که خدا ملکش را جاودان سازد - در سال ۱۰۸۹ه‍.ق توفیق داد. این را سهراب مکری نوشت)
این بنا علاوه بر مکانی برای عبادت مردم و برگزاری نماز جمعه، همیشه مرکزی برای تحصیل علوم گوناگون نیز بوده و استادان بزرگی در این مدرسه تدریس کرده‌اند، از جمله ملاحسین مجدی، ملاشیخ عزالدین حسینی، ملاعبدالله مدرسی، ملاصادق واثق بالله و ملاعبدالکریم شهریکندی. مسجد جامع مهاباد را می‌توان تاریخچه‌ای نامکتوب از اتفاقات تلخ و شیرینی دانست که در شهرستان مهاباد به وقوع پیوسته است. این مسجد به واقع بخشی از تاریخ معاصر مهاباد و گواه آشکاری بر فرهنگ دوستی و هنرورزی مردم این دیار است.
جدیدا نیز سوالی مهم و تاریخی در مورد این مسجد در میان مرد باب شدە کە؛ این مسجد در دوران صفویە ساختە شدە، حکومتی شیعی مذهب که برای شیعه کردن مردم، سر میبرید و چشم را از حدقه در می آورد، پس چگونه مجوز ساخت مسجدی را برای مردمان سنی مذهب مهاباد، به بداق سلطان داده است؟
سه جواب معقول وجود دارد، یا این مسجد متاخر بوده و در دوران صفویه ساخته نشده، یا صفویه شیعه مذهب نبوده، و یا اگر هم صفویه حکومتی شیعه بوده و این مسجد هم آن زمان ساخته شده، پس امپراتوری صفویه در مهاباد حکمروایی نکرده است